# 李造福
李造福，西夏大臣，党项族。
李造福曾五次被派出使辽国。夏崇宗贞观四年（1104年）六月，西夏与北宋战于灵州川，兵败，李造福受命与田若水至辽国求援。贞观五年（1105年）正月，再次向辽国求援，请求出兵伐宋。同年十二月，第三次出使辽国促兵相救。贞观六年（1106年）六月，宋朝许夏国求和，再赴辽国谢解和之德。贞观十年（1110年）三月，为供奉使，赴辽国进贡物。